# Huis der Liefde
Het Huis der Liefde (Latijn: Familia Charitatis) was een mystieke christelijke sekte gesticht in 1539 door Hendrik Niclaes en behorend tot het spiritualisme. Niclaes leidde haar met strakke hand en wierp zich op als profeet van de eindtijd, maar hij bracht ook een boodschap van liefde en verdraagzaamheid, vanuit de overtuiging dat er een diepere harmonie bestond tussen de verschillende geloofsrichtingen. De aanhang van het Huis der Liefde was vooral elitair en bleef bewust onzichtbaar. Tegen 1600 verdween de sekte uit de Nederlanden, Frankrijk en Duitsland, maar in Engeland en zelfs in Noord-Amerika bleef ze verder bestaan tot een eind in de 17e eeuw.

## Geschiedenis
De koopman Niclaes richtte zijn beweging in 1539 op in Münster, de stad waar enkele jaren voordien Jan van Leidens schrikbarende doperrijk was ontmanteld. Het volgende jaar verhuisde hij naar Emden en later naar Keulen. Hoewel zijn ideeëngoed in het verlengde lag van dat van de wederdopers, bijvoorbeeld in de ontkenning van de Drievuldigheid en in het verzet tegen de kinderdoop, was de sociale basis helemaal anders: niet de lagere klassen, maar voorname kooplieden en geleerden waren lid van het Huis der Liefde.
De geschriften van Niclaes waren een verwarde aaneenschakeling van visioenen. Rituelen zag hij niet als wezenlijk, hoogstens kende hij er enige symboolwaarde aan toe. Vanwege de godsdienstige vervolgingen werden volgelingen verondersteld elkaar te beschermen door zich uiterlijk tot een bestaande kerkgemeenschap te bekennen. Christoffel Plantijn bijvoorbeeld koos voor het katholicisme, ongeacht zijn innerlijke overtuiging. Deze ingebouwde dubbelzinnigheid, ook wel 'nicodemisme' genaamd, lijkt een eigen aantrekkingskracht te hebben uitgeoefend op vele intellectuelen. In 1573 kwam het tot een scheuring toen Hendrik Jansen van Barrefelt zich afkeerde van Niclaes.
De beweging was niet gericht op bekering. Niettemin werden haar ideeën in Engeland verspreid door Christopher Vitell, die in Balsham een grote groep familisten leidde. Ook onder de lijfwachten van koningin Elizabeth I van Engeland werden aanhangers ontdekt, maar ze trad er niet tegen op. In 1580 liet ze wel familistische geschriften verbranden.

## Geschriften
Niclaes publiceerde zijn hoofdwerk, Den Spigel der Gerechticheyt, bij Christoffel Plantijn. Behalve zeker twee uitgaven van Den Spigel der Gerechticheyt, gaf Plantijn nog meerdere kleinere geschriften van Niclaes clandestien uit. Dat was niet onder de eigen naam van Plantin, maar altijd onder een pseudoniem.
Cruciaal voor het begrip van het Huis der Liefde was de ontdekking van de Chronica des Hüsgesinnes der Lieften, een in het Westfaals gesteld handschrift opgesteld door een zekere Daniël, dat in 1862 werd uitgegeven.De auteur is negatief over Plantijn. Het is ook duidelijk dat de kroniekschrijver ten aanzien van een aantal aspecten vooringenomen is ten opzichte van Plantijn en soms ook ronduit misleidend. Het handelt dan met name om zakelijke en financiële aspecten. Er staat in de kroniek ook niets over de religieuze opvattingen van Plantijn.

## Leden
Diverse kunstenaars, zakenlieden en bestuurders zijn in verband gebracht met het Huis der Liefde: Hendrik Jansen van Barrefelt, Christoffel Plantijn, Jan Gailliart, Abraham Ortelius, Justus Lipsius, Andreas Masius, Goropius Becanus, Benito Arias Montano, Peeter Heyns, Jan van der Noot, Lucas d'Heere, Filips Galle, Joris Hoefnagel, Hubert Duifhuis, Dirck Volkertsz. Coornhert, Daniel van Bombergen, Emanuel van Meteren, Johan Radermacher, Marcus Perez en Ferdinando Ximines. Vele familisten stonden in verbinding met Willem van Oranje en diens kringen.
Het is echter zeer lastig en vaak onmogelijk vast te stellen of dat verband nu een vorm van lid zijn van het Huis der Liefde inhield of bijvoorbeeld slechts een zekere intellectuele en religieuze affiniteit met (een deel van) het gedachtegoed van Niclaes. Paul Valkema Blouw heeft bijvoorbeeld overtuigend aangetoond dat de relatie tussen Plantijn en Niclaes in de eerste plaats gebaseerd was op wederzijdse zakelijke belangen. De in dit verband ook genoemde Coornhert kende Niclaes, maar zijn " Spiegelken van de ongerechtigheyt " is een scherpe aanval op Niclaes en zijn denkbeelden.

## Voetnoten
1. ↑  René van Stipriaan, De zwijger. Het leven van Willem van Oranje, 2021, p. 355
2. ↑  René van Stipriaan, De zwijger. Het leven van Willem van Oranje, 2021, p. 354-355
3. ↑   Paul Valkema Blouw,Plantin's betrekkingen met Hendrik Niclaes